# Psednos sargassicus
Psednos sargassicus är en fiskart som beskrevs av Chernova 2001. Psednos sargassicus ingår i släktet Psednos och familjen Liparidae. Inga underarter finns listade i Catalogue of Life.